# András Littay
András Littay, madžarski general, * 15. avgust 1884, Szabadka (danes Subotica), Avstro Ogrska, † 21. julij 1967, Melbourne, Avstralija.